# George C. Stoney
George Cashel Stoney, född 1 juli 1916 i Winston-Salem, död 12 juli 2012 i New York, var en amerikansk dokumentärfilmare, utbildare och "public access-televisionens fader". Han har bland annat gjort filmerna All My Babies (1953), How the Myth Was Made (1979) och The Uprising of '34 (1995). All My Babies ingick i National Film Registry år 2002. Stoneys liv och arbete skildrades i Wide Angle år 1999.